# Brian Chewter
Brian Chewter (2 de fevereiro de 1954) é um ex-ciclista canadense. Ele representou o Canadá nos Jogos Olímpicos de Verão de 1972 e de 1976.